# The Rebirth
Pour les articles homonymes, voir Rebirth (homonymie).
Pour plus de détails, voir Fiche technique et Distribution.
The Rebirth (愛の予感, Ai no yokan) est un film japonais réalisé par Masahiro Kobayashi, sorti en 2007.
Le titre original signifie « pressentiment d'amour » ; traduction utilisée comme titre lors de présentations en festivals.

## Synopsis
Noriko, dons la fille a tué une camarade de classe, répond à une interview. Juchini, le père de la victime, est également interrogé. Enfermé dans sa douleur, il ne veut pas entendre parler de cette femme.
Un an plus tard, ils se retrouvent par hasard à vivre au même endroit. Lui est ouvrier dans une aciérie, elle est serveuse dans la pension où il loge. Ils se reconnaissent mais ne peuvent se regarder. Ils ne communiquent plus avec personne. Le quotidien les maintient en vie comme des automates.
Avec un petit cadeau, Noriko fait le premier pas. La renaissance à la vie de ces deux êtres, rongés par le deuil et la souffrance, va être longue.

## Fiche technique
- Titre : The Rebirth
- Titre original : Ai no yokan
- Réalisation : Masahiro Kobayashi
- Scénario : Masahiro Kobayashi
- Production : Monkey Town Production
- Musique : Masahiro Kobayashi
- Photographie : Koichi Nishikubo
- Montage : Naoki Kaneko
- Pays d'origine :  Japon
- Format : Couleurs - 35 mm
- Genre : Drame
- Durée : 102 minutes
- Dates de sortie : 2007
- Interprètes : Masahiro Kobayashi, Makiko Watanabe

## Récompenses
- Léopard d'or au festival de Locarno en 2007